# Cortegaça (Mortágua)
Cortegaça é uma povoação portuguesa do Município de Mortágua que foi sede da extinta Freguesia de Cortegaça, freguesia que tinha 12,68 km² de área e 437 habitantes (2011), e, por isso, uma densidade populacional de 35 hab/km².
A Freguesia de Cortegaça foi extinta (agregada) pela reorganização administrativa de 2012/2013, tendo o seu território sido agregado ao das Freguesias de Mortágua, de Vale de Remígio e de Almaça para criar a Freguesia de Mortágua, Vale de Remígio, Cortegaça e Almaça.

## População
| População da freguesia de Cortegaça | População da freguesia de Cortegaça | População da freguesia de Cortegaça | População da freguesia de Cortegaça | População da freguesia de Cortegaça | População da freguesia de Cortegaça | População da freguesia de Cortegaça | População da freguesia de Cortegaça | População da freguesia de Cortegaça | População da freguesia de Cortegaça | População da freguesia de Cortegaça | População da freguesia de Cortegaça | População da freguesia de Cortegaça | População da freguesia de Cortegaça | População da freguesia de Cortegaça |
| ----------------------------------- | ----------------------------------- | ----------------------------------- | ----------------------------------- | ----------------------------------- | ----------------------------------- | ----------------------------------- | ----------------------------------- | ----------------------------------- | ----------------------------------- | ----------------------------------- | ----------------------------------- | ----------------------------------- | ----------------------------------- | ----------------------------------- |
| 1864                                | 1878                                | 1890                                | 1900                                | 1911                                | 1920                                | 1930                                | 1940                                | 1950                                | 1960                                | 1970                                | 1981                                | 1991                                | 2001                                | 2011                                |
| 326                                 | 373                                 | 386                                 | 371                                 | 388                                 | 398                                 | 440                                 | 512                                 | 640                                 | 604                                 | 485                                 | 462                                 | 444                                 | 468                                 | 437                                 |

| Distribuição da População por Grupos Etários | Distribuição da População por Grupos Etários | Distribuição da População por Grupos Etários | Distribuição da População por Grupos Etários | Distribuição da População por Grupos Etários | Distribuição da População por Grupos Etários | Distribuição da População por Grupos Etários | Distribuição da População por Grupos Etários | Distribuição da População por Grupos Etários | Distribuição da População por Grupos Etários |
| -------------------------------------------- | -------------------------------------------- | -------------------------------------------- | -------------------------------------------- | -------------------------------------------- | -------------------------------------------- | -------------------------------------------- | -------------------------------------------- | -------------------------------------------- | -------------------------------------------- |
| Ano                                          | 0-14 Anos                                    | 15-24 Anos                                   | 25-64 Anos                                   | > 65 Anos                                    |                                              | 0-14 Anos                                    | 15-24 Anos                                   | 25-64 Anos                                   | > 65 Anos                                    |
| 2001                                         | 56                                           | 65                                           | 249                                          | 98                                           |                                              | 12,0%                                        | 13,9%                                        | 53,2%                                        | 20,9%                                        |
| 2011                                         | 50                                           | 39                                           | 239                                          | 109                                          |                                              | 11,4%                                        | 8,9%                                         | 54,7%                                        | 24,9%                                        |

Média do País no censo de 2001:  0/14 Anos-16,0%; 15/24 Anos-14,3%; 25/64 Anos-53,4%; 65 e mais Anos-16,4%
Média do País no censo de 2011:   0/14 Anos-14,9%; 15/24 Anos-10,9%; 25/64 Anos-55,2%; 65 e mais Anos-19,0%

## Património
- Igreja de São Tiago;
- Capela de Santo António;
- Capela de São Simão.